# Rajd Safari 2009
Rezultaty Rajdu Safari (57. KCB Safari Rally 2009), eliminacji Intercontinental Rally Challenge w 2009 roku, który odbył się w dniach 3 kwietnia – 5 kwietnia. Była to trzecia runda IRC w tamtym roku oraz druga szutrowa. Bazą rajdu było miasto Nairobi. Zwycięzcami rajdu zostali Kenijczycy Carl Tundo i Tim Jessop jadąca Mitsubishi Lancerem Evo IX. Wyprzedzili oni brytyjsko-kenijską załogę Alastaira Cavenagha i Saleema Hajiego oraz rodaków Lee Rose'a i Nicka Patela, także jadących Mitsubishi Lancerem Evo IX.

## Klasyfikacja ostateczna
| Miejsce                  | Zawodnik                 | Pilot                    | Samochód                   | Czas                     | Strata                   | Punkty                   |
| IRC (punktowane pozycje) | IRC (punktowane pozycje) | IRC (punktowane pozycje) | IRC (punktowane pozycje)   | IRC (punktowane pozycje) | IRC (punktowane pozycje) | IRC (punktowane pozycje) |
| ------------------------ | ------------------------ | ------------------------ | -------------------------- | ------------------------ | ------------------------ | ------------------------ |
| 1.                       | Carl Tundo               | Tim Jessop               | Mitsubishi Lancer Evo IX   | 2:47:25.0                |                          | 10                       |
| 2.                       | Alastair Cavenagh        | Saleem Haji              | Mitsubishi Lancer Evo IX   | 2:48:42.0                | +1:17.0                  | 8                        |
| 3.                       | Lee Rose                 | Nick Patel               | Mitsubishi Lancer Evo IX   | 2:48:51.0                | +1:26.0                  | 6                        |
| 4. (7.)                  | Asad Anwar               | Kashif Sheikh            | Mitsubishi Lancer Evo IX   | 2:56:22.0                | +8:57.0                  | 5                        |
| 5. (12.)                 | Alex Horsey              | Andy Doig                | Mitsubishi Lancer Evo VIII | 3:06:05.0                | +18:40.0                 | 4                        |
| 6. (14.)                 | Quentin Mitchel          | Tim Challen              | Mitsubishi Lancer Evo VIII | 3:07:07.0                | +19:42.0                 | 3                        |
| 7. (16.)                 | Navraj Hans              | Frank Gitau              | Mitsubishi Lancer Evo IX   | 3:08:04.0                | +20:39.0                 | 2                        |
| 8. (18.)                 | Peter Horsey             | Crispin Sassoon          | Mitsubishi Lancer Evo IX   | 3:09:21.0                | +21:56.0                 | 1                        |

## Zwycięzcy odcinków specjalnych
| Dzień     | Odcinek | G. rozp. | Nazwa                                     | Długość  | Zwycięzca                       | Czas    | Lider rajdu                     |
| --------- | ------- | -------- | ----------------------------------------- | -------- | ------------------------------- | ------- | ------------------------------- |
| 1 (3 KWI) | SS1     | 14:00    | Uhuru Park Spectator Section              | 0.94 km  | Alastair Cavenagh Baldev Chager | 1:08.0  | Alastair Cavenagh Baldev Chager |
| 2 (4 KWI) | SS2     | 09:09    | Soysambu – Elementaita 1                  | 47.76 km | Lee Rose                        | 28:57.0 | Lee Rose                        |
| 2 (4 KWI) | SS3     | 10:12    | Start Gallop – Lake West End 1            | 36.80 km | Lee Rose                        | 19:08.0 | Lee Rose                        |
| 2 (4 KWI) | SS4     | 10:50    | Start Lake East End – Elementaita Lodge 1 | 4.16 km  | Izhar Mirza                     | 2:50.0  | Lee Rose                        |
| 2 (4 KWI) | SS5     | 12:49    | Soysambu – Elementaita 2                  | 47.76 km | Baldev Chager                   | 29:59.0 | Carl Tundo                      |
| 2 (4 KWI) | SS6     | 13:52    | Start Gallop – Lake West End 2            | 36.80 km | Alastair Cavenagh               | 19:09.0 | Carl Tundo                      |
| 2 (4 KWI) | SS7     | 14:30    | Start Lake East End – Elementaita Lodge 2 | 4.16 km  | Baldev Chager                   | 3:10.0  | Carl Tundo                      |
| 3 (5 KWI) | SS8     | 08:16    | Blue Triangle – Farm 1                    | 15.23 km | Lee Rose                        | 9:35.0  | Carl Tundo                      |
| 3 (5 KWI) | SS9     | 08:38    | Green Park – Primarosa 1                  | 9.40 km  | Lee Rose                        | 5:21.0  | Carl Tundo                      |
| 3 (5 KWI) | SS10    | 08:57    | Rifle Range – Steel 1                     | 26.76 km | Lee Rose                        | 14:26.0 | Carl Tundo                      |
| 3 (5 KWI) | SS11    | 11:11    | Blue Triangle – Farm 2                    | 15.23 km | Imran Mogul                     | 8:40.0  | Carl Tundo                      |
| 3 (5 KWI) | SS12    | 11:33    | Green Park – Primarosa 2                  | 9.40 km  | Lee Rose                        | 5:20.0  | Carl Tundo                      |
| 3 (5 KWI) | SS13    | 11:52    | Rifle Range – Steel 2                     | 26.76 km | Lee Rose                        | 14:29.0 | Carl Tundo                      |
| 3 (5 KWI) | SS14    | 13:11    | Blue Triangle – Farm 3                    | 15.23 km | odcinek odwołany                | –       | Carl Tundo                      |